# Die Chubbchubbs!
Die Chubbchubbs! ist ein US-amerikanischer Computeranimations-Kurzfilm von Eric Armstrong aus dem Jahr 2002.

## Handlung
Der Alien Meeper ist eine Reinigungskraft in dem Alienpub Ale-E-Inn. Gerne wäre er an Stelle der Sängerin, die in der Bar Respect von Aretha Franklin karaokesingt und verwandelt seinen Wischmopp in einen Mikrofonständer – während seines Fantasiegesangs stößt er den Wassereimer um und bringt die Technik zum Erliegen, sodass die Sängerin ihren Auftritt beenden muss. Meeper wird entlassen. Draußen trifft er auf einen sterbenden Alien, der ihn kurz vor seinem Tod warnt, dass die Chubbchubbs im Anmarsch seien. In der Ferne wird eine riesige Staubwolke sichtbar, die näher kommt. Mehrere Versuche, die Pubgäste vor den Chubbchubbs zu warnen, schlagen fehl, da Meeper jedes Mal die Sängerin aus Versehen k. o. schlägt.
Erst ein fremder Alien warnt die Gäste vor den Chubbchubbs, die daraufhin panisch das Weite suchen. Auch Meeper will fliehen, sieht jedoch unweit seines Wischeimers ein paar kleine, flauschige Küken. Eilig versteckt er sie in seinem Eimer, verliert dadurch Zeit und steht schließlich den riesigen Monstern gegenüber, die sich mit der Staubwolke angekündigt hatten. In seiner Not singt er ihnen den Titel Wolln wir Freunde sein vor und ein Monster stimmt sogar mit ein. Bei seinem Tanz wirft Meeper unabsichtlich den Eimer um, in dem die Küken versteckt sind. Die Monster reagieren panisch, da es sich bei den Küken um die Chubbchubbs handelt. Die zeigen mit einem Mal Zähne und fallen über die Monster her, verspeisen sie samt Rüstung und kehren anschließend gurrend zu Meeper zurück.
Wenig später sieht man Meeper im Pub. Er singt Respect, seine Backgroundsänger sind die Chubbchubbs. Nach Ende des letzten schiefen Tons herrscht Schweigen im Pub. Erst, als die Chubbchubbs demonstrativ ihre Zähne zeigen, beginnt das Publikum eifrig zu klatschen.

## Produktion
Die Chubbchubbs war der erste, vollständig computeranimierte Kurzfilm, der von Sony Pictures Imageworks produziert wurde.
Die Chubbchubbs! kam am 3. Juli 2002 in die US-amerikanischen Kinos. Er lief zunächst als Vorfilm zu Men in Black II und wurde wegen seines Erfolgs ab 19. Juli 2002 auch als Vorfilm von Stuart Little 2 gezeigt. Im Jahr 2003 erschien er trotz seiner Gesamtlänge von nur etwas mehr als fünf Minuten einzeln und ohne Zusatzmaterial auf DVD.
Die Chubbchubbs! enthält zahlreiche Anspielungen an andere Science-Fiction- und Alien-Filme, so sind Darth Vader und Yoda beim Armdrücken zu sehen (Das Imperium schlägt zurück), ein Außerirdischer flieht auf einem fliegenden Fahrrad vor den Chubbchubbs (E. T. – Der Außerirdische) und ein sterbender Alien, der Meeper vor den Chubbchubbs warnt, ähnelt in seinem Äußeren Jar Jar Binks (Star Wars: Episode I). In der deutschen Synchronfassung ist zudem ein weibliches Alien zu hören, das zu ihrem Freund sagt: „Und du bleibst auch weiter Solo, Han“.
Im Film sind die Titel Why Can’t We Be Friends von War, gesungen von Darryl Phinessee, Dorian Holley und Marlena Jeter, sowie Otis Reddings Respect, gesungen von Mortonette Jenkins, zu hören.
Eine Fortsetzung des Films erschien unter dem Titel The ChubbChubbs Save Xmas am 8. August 2007 als Vorfilm zu Der Kindergarten Daddy 2: Das Feriencamp.

## Synchronisation
| Rolle           | Originalsprecher   | Deutscher Sprecher |
| --------------- | ------------------ | ------------------ |
| Meeper          | Brad Simonsen      |                    |
| Chubbchubbs     | Jeff Wolverton     |                    |
| Karaokesängerin | Mortonette Jenkins |                    |
| Zyzaks          | Peter Lurie        |                    |
| Bouncer         | Rick Zieff         |                    |

## Auszeichnungen
Die Chubbchubbs! gewann bei der Oscarverleihung 2003 den Oscar in der Kategorie „Bester animierter Kurzfilm“.
Der Film war 2003 für einen BAFTA Award in der Kategorie „Bester animierter Kurzfilm“ nominiert, verlor jedoch gegen Fish Never Sleep. Auf der Berlinale 2003 unterlag der Film in der Kategorie „Bester Kurzfilm“ dem slowenischen Beitrag (A)Torzija.